# 1920 год в Азербайджане
В этой статье приведены события, произошедшие в 1920 году в Азербайджане.

## Январь
- 11 января — Признание Азербайджанской Демократической Республики на Парижской мирной конференции

## Март
- 1 марта — Создание государственного информационного агентства Азертадж
- 10 марта — Открытие Азербайджанского филиала Международного движения Красного Креста и Красного Полумесяца[1]

## Апрель
- 28 апреля
  - Вступление Красной Армии в Баку
  - Упразднение Азербайджанской Демократической Республики вместе с её органами государственной власти
  - Образование Азербайджанской ССР
  - Создание органов государственной власти Азербайджанской ССР, в том числе Совета Народных Комиссаров Азербайджанской ССР
- 29 апреля — Образование Азербайджанской Чрезвычайной комиссии[2]

## Май
- 5 мая — Декрет АзРевКома о земле
- 27 мая —  Декрет о национализации нефтяной промышленности
- Открытие Азербайджанского театра оперы и балета имени М. Ф. Ахундова
- Гянджинский мятеж

## Июнь
- Загатальское восстание

## Июль
- 4 июля
  - Декрет о национализации кинематографических предприятий и кинематографического материала
  - Декрет о введении трудового продовольственного пайка
- 16—19 июля — 1 Съезд союза молодёжи Азербайджана. Создание Комсомола Азербайджана[азерб.][3]
- 28 июля — Образована Нахичеванская Социалистическая Советская Республика
- Ленкоранское восстание

## Август
- Губинское восстание

## Сентябрь
- 1—8 сентября — 1-й Съезд народов Востока
- 30 сентября — Договор о военно-экономическом союзе Азербайджана и РСФСР

## Октябрь
- 25 октября — Создание Национального музея истории Азербайджана

## Ноябрь
- 14 ноября — Основан Азербайджанский государственный университет нефти и промышленности
- 16 ноября — Учреждён Политехнический институт

## Декабрь
- 6 декабря — Создание Центрального государственного архива Азербайджанской ССР[4]
- 20 декабря — Создан Государственный свободный сатир-агиттеатр

## Без точных дат
- Основан Азербайджанский государственный симфонический оркестр
- Открыто Художественное училище имени Азима Азимзаде
- Создано Азербайджанское гидрометеорологическое управление[5][6]
- Занятие частями Красной армии Нахичевани

## Родились
- 20 апреля — Ханымана Алибейли, поэт, драматург[7]
- 22 декабря — Гасан Сеидбейли, писатель, драматург, кинорежиссёр

## Умерли
- Кочарлинский, Фиридун-бек Ахмед-бек оглы — азербайджанский филолог, писатель, государственный деятель.